# Hikone
Hikone (jap. 彦根市, -shi) ist eine alte Burgstadt in der japanischen Präfektur Shiga.

## Geografie
Hikone erstreckt sich zwischen dem Ostufer des Biwa-Sees und den Westausläufern des Suzuka-Gebirges.
|                        | Jan   | Feb   | Mär   | Apr   | Mai   | Jun   | Jul   | Aug   | Sep   | Okt   | Nov  | Dez  |   |         |
| Mittl. Temperatur (°C) | 3,6   | 3,8   | 6,8   | 12,2  | 17,1  | 21,5  | 25,4  | 26,9  | 23,1  | 17,0  | 11,4 | 6,2  | ⌀ | 14,6    |
|                        |       |       |       |       |       |       |       |       |       |       |      |      |   |         |
| Niederschlag (mm)      | 104,8 | 103,2 | 121,6 | 120,0 | 152,7 | 197,9 | 201,0 | 118,3 | 174,5 | 110,1 | 89,3 | 89,2 | Σ | 1.582,6 |

|  |

|  |

|  |

|  |

|  |

|  |

|  |

|  |

|  |

|  |

|  |

|  |

|  |

|  |

|  |

|  |

|  |

|  |

|  |

|  |

|  |

|  |

|  |

|  |

## Geschichte
Die Ernennung zur Shi erfolgte am 11. Februar 1937 mit dem Zusammenschluss der Chō Hikone (彦根町, -chō) mit den Mura Aonami (青波村, -mura), Chimoto (千本村, -mura), Fukumitsu (福満村, -mura), Matsubara (松原村, -mura) und Kitaaoyagi (北青柳村, -mura) im Inukami-gun (犬上郡).
Am 10. Juni 1942 wurden Isoda (磯田村, -mura) und Minamiaoyagi (南青柳村, -mura), am 1. April 1950 Hinatsu (日夏村, -mura) und Kawase (河瀬村, -mura) im Inukami-gun, am 1. April 1952 Toriimoto (鳥居本村, -mura) im Sakata-gun (坂田郡), am 30. September 1956 Kameyama (亀山村, -mura) im Inukami-gun, am 3. April 1957 Takamiya (高宮町, -chō) im Inukami-gun und am 1. April 1968 Inae (稲枝町, -chō) im Echi-gun (愛知郡) eingemeindet.

## Sehenswürdigkeiten
- Burg Hikone
- Genkyū-en
- Rakuraku-en

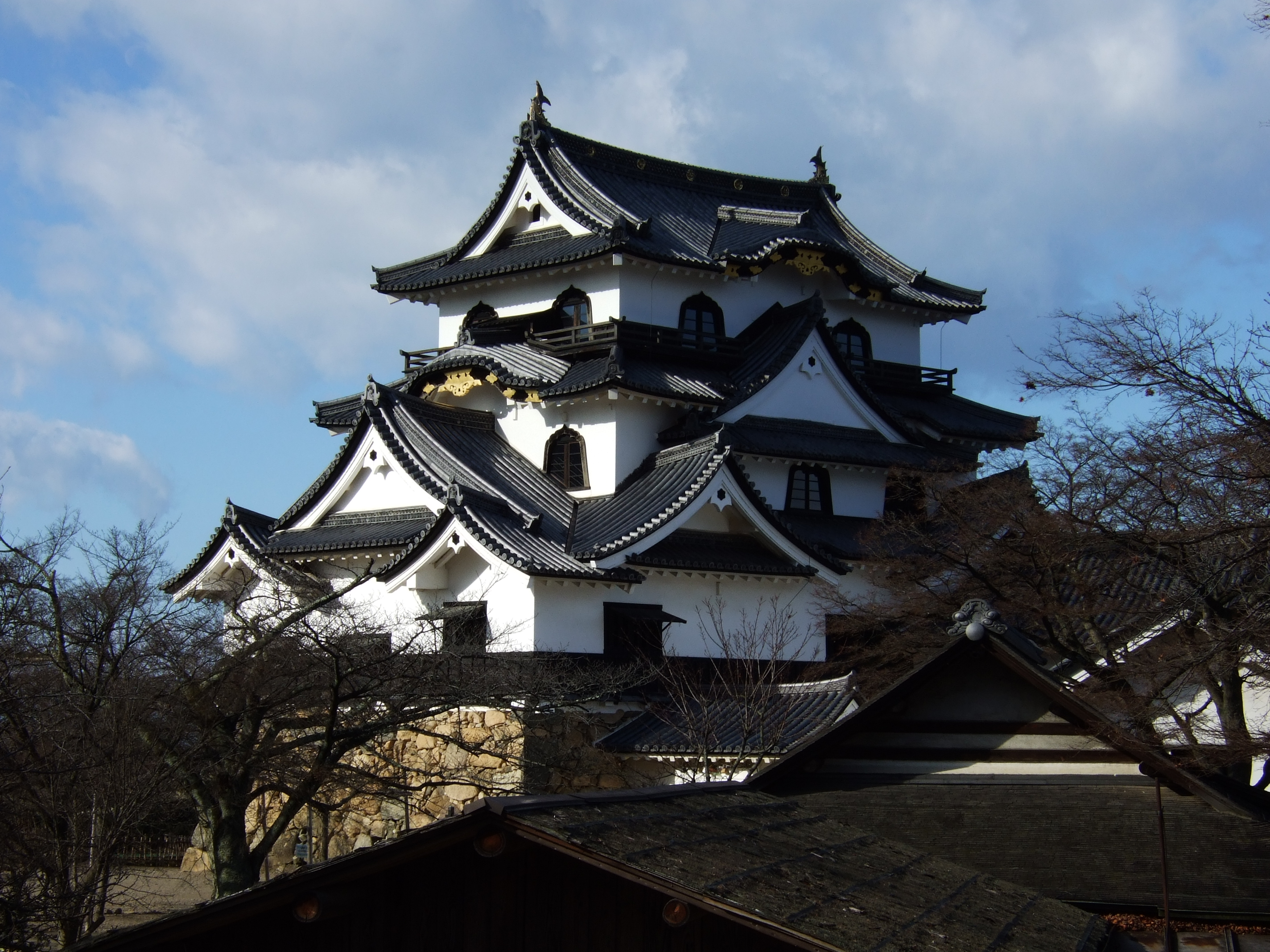
Die Burg Hikone

- Die unbewohnte Insel Takeshima im Biwa-See

## Verkehr
- Straße:
  - Meishin-Autobahn, nach Komaki oder Nishinomiya
  - Nationalstraße 8, nach Niigata oder Kyōto
  - Nakasendō
- Zug:
  - JR Tōkaidō-Hauptlinie (Biwako-Linie), nach Tokio oder Kōbe
  - Ōmi Tetsudō Hauptlinie, nach Maibara oder Kōka

## Universität
- Universität Shiga

## Städtepartnerschaften

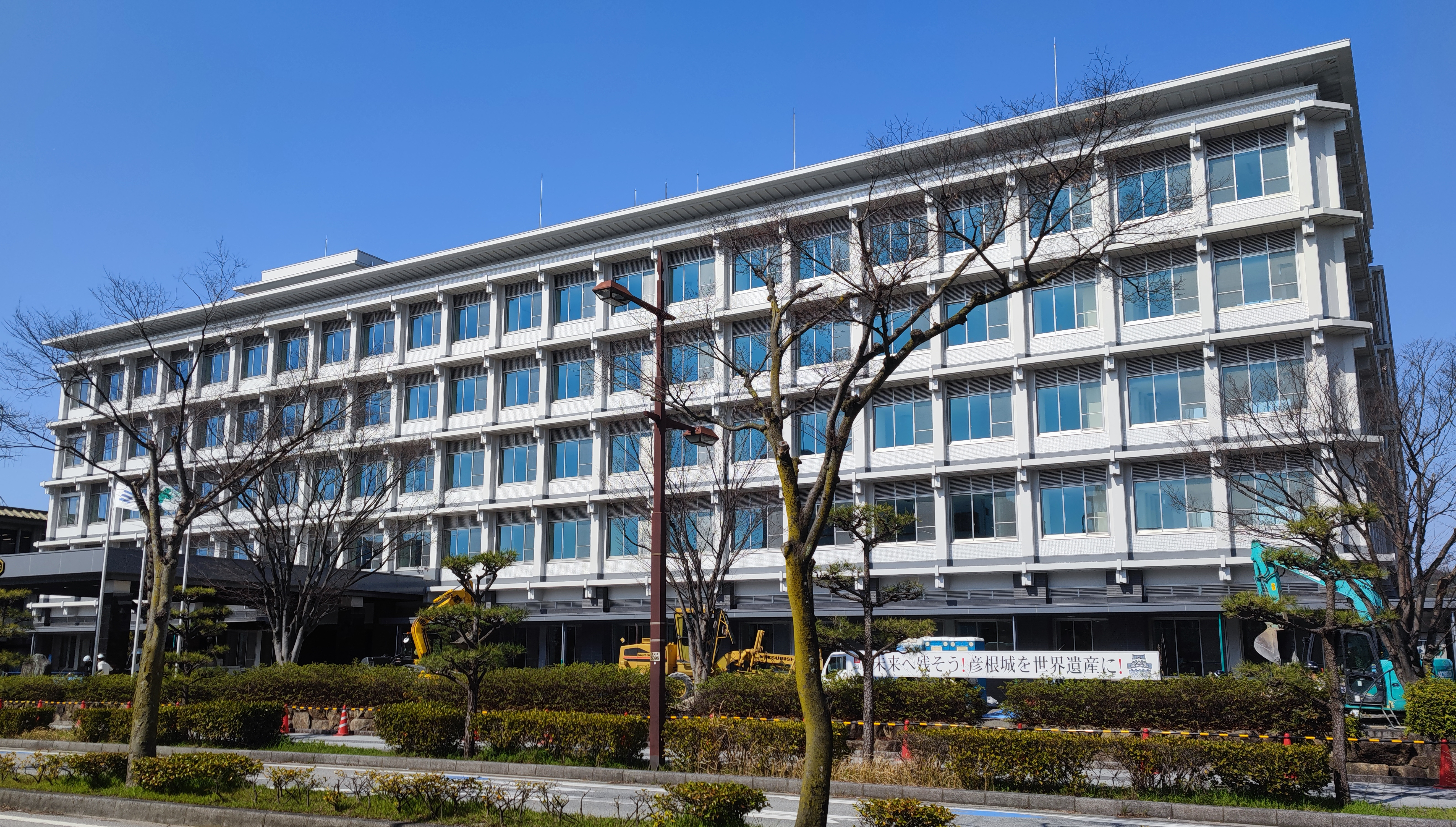
Rathaus

- Takamatsu, Japan, seit 1966
- Mito, Japan, seit 1968
- Sano, Japan, seit 1969
- Ann Arbor, Vereinigte Staaten, seit 1969
- Xiangtan, Volksrepublik China, seit 1991

## Söhne und Töchter der Stadt
- Yūto Iwasaki (* 1998), Fußballspieler
- Yoshihide Kiryū (* 1995), Leichtathlet
- Yui Ōhashi (* 1995), Schwimmerin

## Angrenzende Städte und Gemeinden
- Maibara
- Higashiomi